# Год телёнка
«Год телёнка» — художественный фильм 1986 года производства киностудии имени Довженко, лирическая комедия, экранизация одноименного очерка 1982 года. Снимался в Красногорском районе Московской области. За год в кинопрокате фильм посмотрели 15,7 млн зрителей.

## Сюжет
Феодосий Иванович работает на животноводческой ферме в колхозе. Он постоянно спорит с председателем колхоза Манякиным, который уверен, что с течением научно-технического прогресса «от коровы останется одно сплошное вымя». Феодосий же считает, что к корове нужен индивидуальный, человеческий подход и иронизирует над председателем, каждый раз интересуясь у того, «как там насчёт сплошного вымени?». Одновременно Феодосий строго воспитывает своих двух сыновей, приучая их с детства к сельскому труду. Он повторяет, что «траву нужно давать кролям, а крапиву — поросятам». 
Жена Феодосия, молодая сельская жительница — доярка, решила изменить свою жизнь и начать жить по-городскому. Она начала работать заведующей мебельным магазином, избавилась от домашней скотины и пригласила городского учителя-скрипача Валериана Сергеевича для преподавания музыки своим сыновьям. Дети Феодосия не отличались музыкальными способностями и доставляли своему учителю одни мучения. Однако скрипач терпел их, поскольку рассчитывал через заведующую мебельным достать дефицитный мебельный гарнитур. 
Феодосию и его детям новая жизнь оказалась не в радость. Пользуясь тем, что в колхозе стало некому пасти коров, Феодосий нанялся пастухом. Феодосий поделился со скрипачом соображениями о том, что у коров есть определенный интеллект. Они наблюдают, как одна недавно отелившаяся корова Зорька спрятала телёнка в лесу, чтобы не отдавать его колхозу, и тайком кормит его. Узнав об этом, Манякин приказывает сдать корову на мясо. Феодосий ночью тайно похищает Зорьку с фермы, чтобы спасти от скотобойни, и уводит её в лес вместе с новорождённым телёнком. Манякин догадывается, кто помог корове сбежать и увольняет пастуха. 
В довершение неприятностей Людмила поджигает баню, в которой Феодосий и Валериан вечером беседовали по душам. Феодосий уходит из дома, а сыновья просто сбежали вместе с отцом, оставив дома прощальную записку. Скрипач присоединился к ним, увлечённый романтикой новой деревенской жизни. Все вместе они стали жить в шалаше на опушке леса, где паслось стадо коров. Такой демарш мужчин испортил их отношения с жёнами, а председатель Манякин даже подал жалобу в прокуратуру. 
Тем временем, оставленный ночью в холодном осеннем лесу телёнок простудился и заболел. Незадачливые герои пытаются его вылечить, отпаивая малыша водой, но без успеха. Тогда они решают найти в городе самого лучшего врача. По странному стечению обстоятельств лучшим врачом в городе оказывается профессор-семейный психолог, который ревнует свою молодую жену. Он устраивает сеанс коллективной терапии для всех семейных пар и добивается общего примирения. 
В финале фильма даже председатель колхоза меняет свою точку зрения и признаёт, что у коровы «должны быть голова, рога, хвост и сиськи».

## В ролях
- Ирина Муравьёва — Людмила Петровна Никитина
- Владимир Меньшов — Феодосий Иванович Никитин, муж Людмилы
- Валентин Гафт — Валериан Сергеевич
- Екатерина Васильева — Изольда, жена Валериана Сергеевича
- Лев Дуров — Афанасий Алексеевич Манякин, председатель колхоза
- Евгений Весник — профессор
- Людмила Кузьмина — Клава, хозяйка коровы-рекордистки
- Роман Андреев — сын Никитиных
- Денис Андреев — сын Никитиных

## Съёмочная группа
- Автор сценария: Анатолий Стреляный
- Режиссёр: Владимир Попков
- Оператор: Валерий Анисимов
- Художник: Вячеслав Ершов, Светлана Улько
- Монтаж: Элеонора Суммовская
- Композитор: Олег Кива

## Технические данные
- Цветной, звуковой